# Changlang
Changlang è una suddivisione dell'India, classificata come census town, capoluogo del distretto di Changlang, nello stato federato dell'Arunachal Pradesh. In base al numero di abitanti la città rientra nella classe V (da 5.000 a 9.999 persone).

## Geografia fisica
La città è situata a 27° 45' 21 N e 96° 37' 17 E e ha un'altitudine di 580 m s.l.m..

## Società

### Evoluzione demografica
Al censimento del 2011 la popolazione di Changlang assommava a 6.236 persone, delle quali 3.507 maschi e 2.729 femmine. I bambini di età inferiore o uguale ai sei anni assommavano a 682.